# Prodasineura sita
Prodasineura sita – gatunek ważki z rodziny pióronogowatych (Platycnemididae). Endemit Sri Lanki.